# Malibcong
Malibcong è una municipalità di quinta classe delle Filippine, situata nella provincia di Abra nella Regione Amministrativa Cordillera.
Malibcong è formata da 12 baranggay:
- Bayabas
- Binasaran
- Buanao
- Dulao
- Duldulao
- Gacab
- Lat-ey
- Malibcong (Pob.)
- Mataragan
- Pacgued
- Taripan
- Umnap